# Родригес, Марсио
Магран, либо Маграо (настоящее имя Ма́рсио Родри́гес, порт.-браз. Márcio Rodrigues; Magrão; родился 20 декабря 1978, Сан-Паулу) — бразильский футболист, полузащитник оборонительного плана. Наиболее известен по выступлениям за клубы «Интернасьонал», «Сан-Каэтано» и «Палмейрас». Выступал за национальную сборную Бразилии.

## Биография
В детстве Марсио Родригес рос в очень бедной семье, из-за недоедания получил своё прозвище Магран, которое переводится как Тощий. Болел бронхопневмонией и гепатитом.
По причине слабого здоровья Маграна не взяли в школу «Палмейраса», за который он болел. Магран пошёл в футбольную академию более скромного клуба родного города, «Португезы». Но даже там ему дали понять, что рассчитывать на статус профессионального футболиста ему вряд ли придётся. Тогда Марсио Родригес отправился в команду «Сан-Каэтано», которая выступала в 3 дивизионе чемпионата штата Сан-Паулу. Там он всё же сумел пробиться во взрослую команду в 16-летнем возрасте.
За 5 лет, проведённых в двух командах из южных пригородов Сан-Паулу (в 1997—1998 годах Магран выступал за «Санту-Андре»), игрок обратил на себя внимание своего любимого клуба, давшего отказ Маграну в детстве, «Палмейраса». Вместе с Маграном клуб «Сан-Каэтано» начал восхождение по иерархической лестнице лиг Бразилии, что, в итоге, привело скромную команду к двум подряд серебряным медалям в чемпионате Бразилии в 2000 и 2001 годах. Но к тому моменту Магран уже выступал в «Палмейрасе», за который, в общей сложности, провёл свыше 100 матчей.
В 2002 году Магран был отдан «Палмейрасом» в аренду тому же «Сан-Каэтано». И если в том году «азулао» смогли сотворить сенсацию, дойдя до финала Кубка Либертадорес, то куда более титулованный «Палмейрас» вылетел в Серию B. В 2003 году Магран вернулся в стан «вердао» и помог своей команде выиграть эту самую Серию B и вернуться в элитный дивизион.
С 2005 по 2007 год Магран выступал в чемпионате Японии, однако в конце этого периода отдавался в аренду в другой большой клуб Сан-Паулу, «Коринтианс».
В 2007 году Магран перешёл в «Интернасьонал», в составе которого дважды выигрывал Лигу Гаушу, побеждал в товарищеском турнире Кубок Дубая и, наконец, в декабре 2008 года стал победителем Южноамериканского кубка.
С сентября 2009 по 2012 год Магран выступал за клуб «Аль-Вахда» из Объединённых Арабских Эмиратов.
В 2004—2005 годах Магран провёл 3 матча за сборную Бразилии. Ниже представлены результаты этих матчей
1. 18 августа 2004. Порт-о-Пренс.  Гаити —  Бразилия — 0:6. Товарищеский матч.
2. 13 октября 2004. Масейо.  Бразилия —  Колумбия — 0:0. Отборочный матч к ЧМ-2006.
3. 27 апреля 2005. Сан-Паулу.  Бразилия —  Гватемала — 3:0. Товарищеский матч.

## Титулы и достижения
Сан-Каэтано
- Лига Паулиста (Серия A3) (1): 1998
- Лига Паулиста (Серия A2) (1): 2000
- Финалист Кубка Либертадорес (1): 2002

Палмейрас
- Чемпион Бразилии в Серии B (1): 2003
- Серебряный мяч игроку символической сборной чемпионата Бразилии (1): 2004

Интернасьонал
- Южноамериканский кубок (1): 2008
- Лига Гаушу (2): 2008, 2009
- Кубок банка Суруга (1): 2009
- Кубок Дубая (1): 2008